# Setosella folini
Setosella folini är en mossdjursart som först beskrevs av Jullien 1882.  Setosella folini ingår i släktet Setosella och familjen Setosellidae. Inga underarter finns listade i Catalogue of Life.